# Tigo Jangko
Tigo Jangko is een bestuurslaag in het regentschap Tanah Datar van de provincie West-Sumatra, Indonesië. Tigo Jangko telt 6869 inwoners (volkstelling 2010).